# Melanargia titea
Melanargia titea är en fjärilsart som beskrevs av Johann Christoph Friedrich Klug 1832. Melanargia titea ingår i släktet Melanargia och familjen praktfjärilar. Inga underarter finns listade i Catalogue of Life.

## Bildgalleri

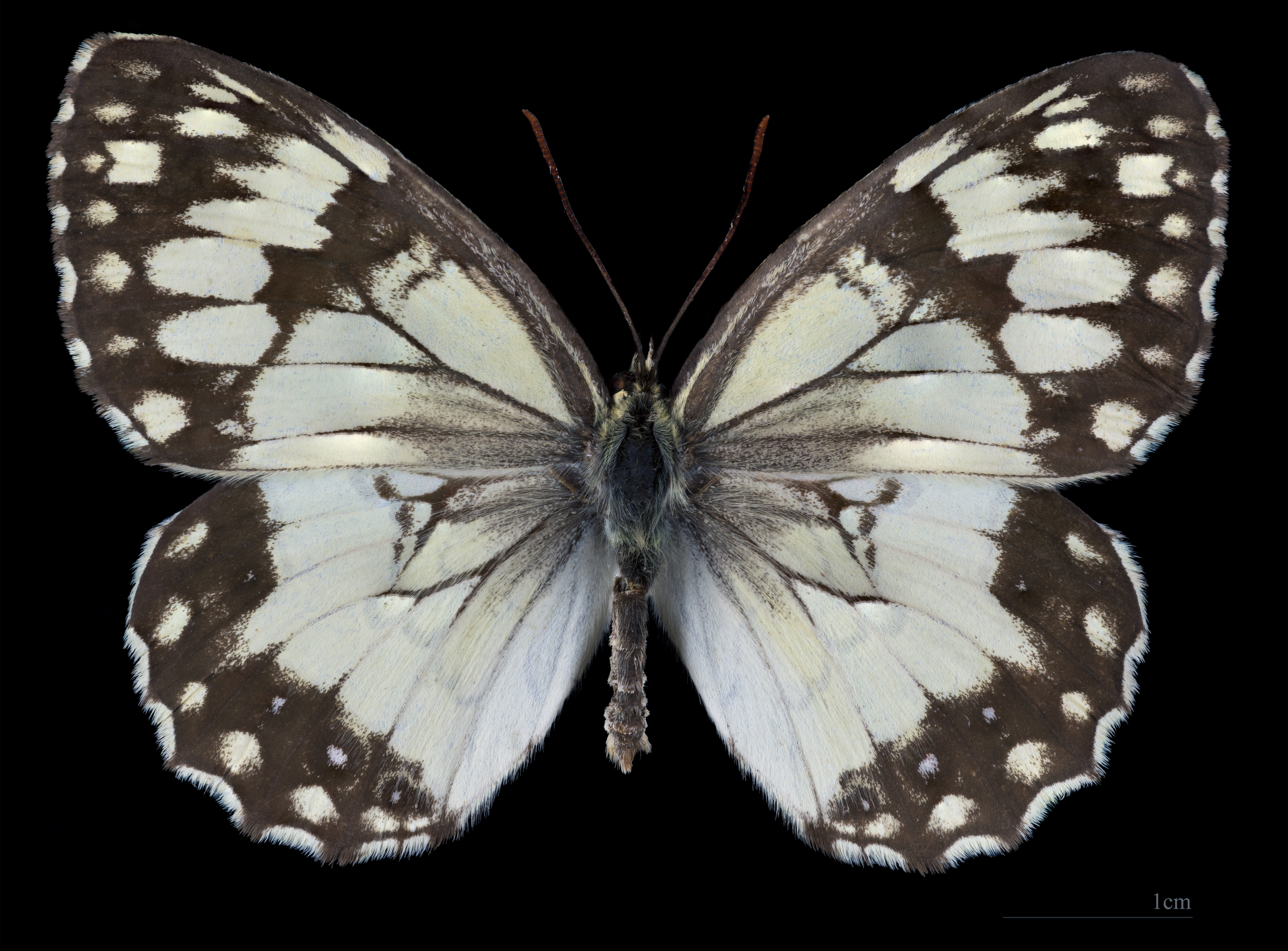
Melanargia titea  ♂
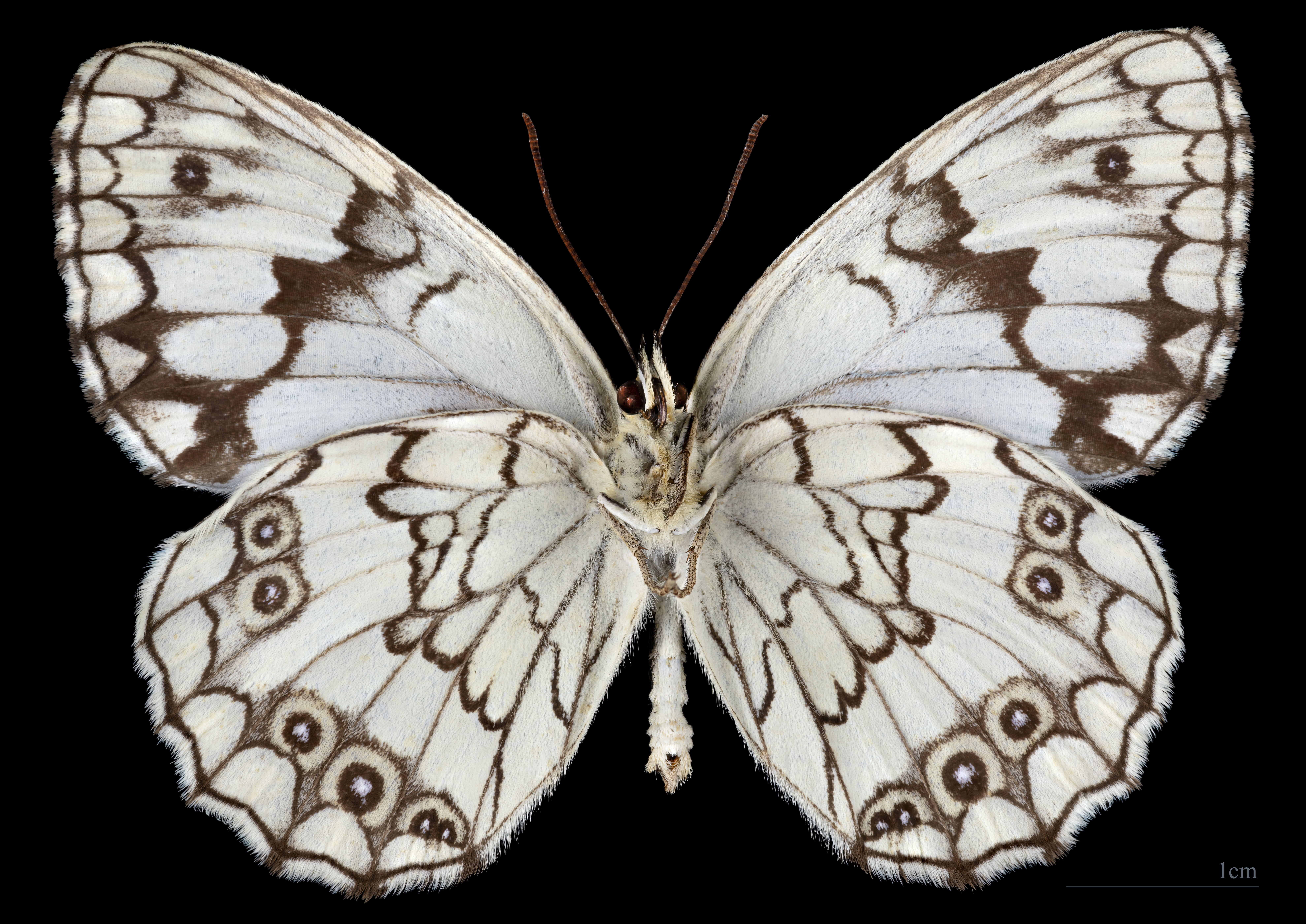
Melanargia titea ♂   △